# Прапор Недригайлівського району
Пра́пор Недрига́йлівського райо́ну — офіційний символ Недригайлівського району Сумської області, затверджений 22 липня 2005 року рішенням сесії Недригайлівської районної ради.

## Опис
Прапор являє собою прямокутне синє полотнище зі співвідношенням сторін 2:3, у центрі якого зображено герб району, що виглядає як французький щит з двома полями: синім, на якому розташовано пам'ятник мамонтові і два колоски з боків та жовтим, на якому розміщено сім слив.